# 国場将豪
国場 将豪（くにば しょうご、1935年2月5日 - 1992年7月14日）は、日本の空手家および居合道師範 。

## 生涯
彼の養父（叔父）國場幸盛は、彼が5歳で訓練し始めた。 以降は多くのマスターによって、各種武術を教えられた：
- 摩文仁賢和- 糸東流空手
- 國場幸盛 -本部派空手道
- 伊藤浅吉 - 柔道
- 石井悟月 - 無外流居合道
- 長嶺将真- 少林流空手
- 仲井間憲孝 - 琉球古武術
- 講者精進 - 棒とヌンチャク
- 山口純子 - トンファ
- 塩田剛三 - 合気道
- 友寄隆正 - 賢友流空手道

将豪24歳の時、 國場幸盛は日本で最年少の空手 道家 （ 宗家 ） となり 、養父幸盛が本部朝基から受け継いだスタイルを引き継いだ。 こうして、琉球空手本部派の三代宗家となった（本部長本部朝基は初代宗家、國場幸盛は二代宗家）。 
国場は、空手の力と合気道や他の伝統的な武道の感性を融合させ、「本部糸東流」と呼ばれる様式で統合したことで知られていた。 このスタイルは、他のスタイルのコンセプトとテクニックを取り入れて、伝統的な価値観に満ちているがオープンマインドな哲学を備えたモダンなシステムを形成するように構成されている。 将豪は本部派糸東流空手道の初代宗家と呼ばれることもある。 「 国場は空手道のプライマー：国場将豪のスタイル 」というタイトルの本は、1985年にジェームス・ハーンドンによって執筆および出版され、2009年に再発行された。 
17歳のとき、国場は、自身が11代目で中川士龍申一の最後の無外流修行者であり師範となった石井悟月から、無外流居合道を学び始めた。 国場はその後40年間、無外流の修業を続けた。 ただし、石井悟月が教え、国馬が修正した無外流の様式は、他の無居流とはかなり異なっている（無外流は中川の死によって分裂したため、単一の正統は存在しない）。無外流は一般に国馬流として知られていく。最も顕著な違いは、無外流には存在しない型の追加で、石井悟月と国場流の両方が追加したと考えられている。  
国場は、彼の合気道、 柔術 、 柔道およびその他の芸術の知識を空手型の分解に応用した。 これにより、テクニックに非常に創造的なバリエーションが生まれ、それが彼の特徴となる。 彼は新しいスタイル、 国馬流護身道（別名護身武道柔術 ）を作る。それは文字通り国馬の自己防衛のスタイルを意味した。日本では、国場は名人として扱われていた。  　
国場が1992年7月14日に亡くなったとき、彼が率いていた組織は指導者の意見の対立をめぐって分裂した。辰野邦夫は本部派空手道の宗家と聖心会の会長となった。 米国では、1992年3月16日、国場はウィリアムH.プライスを国場流空手道と国場流護身道両方で2番目の宗家として指名した。 国場政権下のアメリカ人空手家は、彼の指名されてアメリカの後継者に続いた。竹部会は、1995年9月8日に彼の教えを続けるために設立された。しかし、辰野邦夫の死後、国場会は1999年に国馬家によって日本に設立。国場に忠実な多くの師範は、国場浩三と国場浩介が率いる国場会に所属している。このスタイルは、米国では「国場流空手道」、日本では「本部派糸東流」と呼ばれている。 現在、聖心会（もともとは国場幸盛が創設した空手団体）が存在し、糸東流を宣伝している（ただし、「本部派」という言葉は使われなくなる）。新しい国際聖心会空手道連合（ISKU）は、1999年に辰野邦夫によって設立された。 2007年、原田さだとむは、聖心会国際糸東流空手道連合（SISKU）を結成した。なおISKUもSISKUも本部派を主張してはいない。国場会は、 全日本空手道連盟 （JKF）によるこのスタイルの独占権を有している。 国場の引用によれば、「7回のダウン、8回のアップ！」とある。 